# Kropswolde (waterschap)
Kropswolde is een voormalig waterschap in de provincie Groningen. De polder was een fusie van de Kropswolderpolder en het waterschap de Leine.
De polder was ten zuiden van de Hoogezandster woonwijk Martenshoek gelegen, tussen de Van der Duyn van Maasdamweg en de Sluisweg aan de oostkant en de N386 aan de westkant. De noordgrens lag bij het Winschoterdiep en de zuidgrens ongeveer 1200 m ten noorden van de provinciegrens met Drenthe (Wolfsbarge en Nieuwe Compagnie). Het stoomgemaal stond aan de Winschoterdiep, even ten oosten van de brug in de N386.
Waterstaatkundig gezien ligt het gebied sinds 2000 binnen dat van het waterschap Hunze en Aa's.

## Naam
Het waterschap was genoemd naar de plaats Kropswolde, dat ongeveer in het midden van de polder aan de N356 ligt.